# San Luis (västra Hueytamalco kommun)
San Luis är en ort i Mexiko.   Den ligger i kommunen Hueytamalco och delstaten Puebla, i den sydöstra delen av landet, 200 km öster om huvudstaden Mexico City. San Luis ligger 444 meter över havet och antalet invånare är 142.
Terrängen runt San Luis är kuperad åt nordväst, men åt sydost är den platt. Terrängen runt San Luis sluttar norrut. Runt San Luis är det ganska tätbefolkat, med 104 invånare per kvadratkilometer. Närmaste större samhälle är Tlapacoyan, 17,2 km sydost om San Luis. Omgivningarna runt San Luis är en mosaik av jordbruksmark och naturlig växtlighet.